# Trulli Tales
Trulli Tales es una serie de televisión infantil animada ítalo-franco-canadiense creada por María Elena y Fiorella Congedo. La serie comenzó a estrenarse en Brasil el 17 de octubre de 2017, antes que en Italia, que se estrenó en diciembre.
En Latinoamérica emitió por Nick.Jr, el 7 de octubre de 2019. En 2022, se preestrenó por el Canal 5 en México como un tiempo extra y limitado.

## Reparto y personaje
- Eleanor Noble como Ring (Anillo, en México)
- Sonja Ball como Zip (Luna, en México)
- Sonja Ball como Stella (Estrella, en México)
- Holly Gauthier-Frankel como Sun (Sol, en México)
- Eleanor Noble como la señorita Frisella
- Sonja Ball como la abuela Trulli
- Richard Dumont como Copperpot
- Jennifer Seguin como Athenina
- Sonja Ball como Terry
- Ángela Galuppo como Lu
- Terrence Scammell como el rey Trulli

## Transmisión
Trulli tales fue emitido por Brasil debido a que fue el primer país de ya haberse estrenado. En Italia se emitió por Disney Junior. En España y la mayoría de países de Europa son emitido de dicho canal. En el continente americano fue emitido por Nick Jr, bajo la producción de Disney EMEA, debido por un acuerdo de Paramount.

## Futuro
Los Creadores de la serie junto con la compañía de Rai, confirmaron hacer una nueva temporada para la serie.
- La segunda temporada ya está en desarrollo en 2022 y terminó de dicho año.
- En su página oficial de Facebook de trulli Tales se filtraron capturas de la segunda temporada.[3]
- La nueva temporada de trulli Tales se estrena el octubre de 2023 y finaliza en 2024
- Tiene 52 episodios como de la primera temporada.